# Bill Urmson
Bill Urmson ist ein US-amerikanischer Jazzbassist.
Urmson wurde nach dem Abschluss des Studiums am New England Conservatory of Music Bassist in George Russells International Living Time Orchestra. Er nahm an der Tournee des Orchesters teil und wirkte an Aufnahmen wie dem grammy-nominierten Album Africa (1983), So What (1983), London Concert (1989), Its About Time (1996) und dem 80th Birthday Concert (2005) mit.
Von 1991 bis 2000 lebte Urmson in Los Angeles, wo er u. a. mit Chris Smither (Happier Blue), Brian Ales (Naïveté) und Rich Shmeria (3 A.M.) aufnahm. Mit dem Gitarristen Barry Coates und dem Saxophonisten Steve Tavaglione gründete er die Gruppe Dark Horses. Mit Billy Ward und Barry Coates veröffentlichte er 2007 das Album Out The Door.